# Боро Лондона

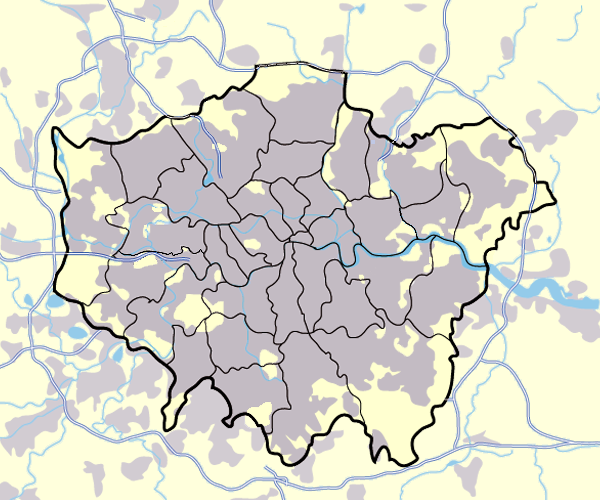
Границы Большого Лондона и его районов на фоне городской застройки.

Бо́ро Ло́ндона (англ. London borough) — административная единица Лондона районного уровня. 32 боро образуют церемониальное графство и регион Большой Лондон, Сити является отдельным церемониальным графством с особым статусом.
12 боро и Сити образуют Внутренний Лондон (англ. Inner London), остальные 20 — Внешний Лондон (англ. Outer London). Сити не является районом, это административная единица с особым статусом «Sui generis».
Четыре района не используют обозначение Лондонское боро (англ. London Borough of) в своём названии.
- Один из них — Вестминстер — имеет статус сити и называется City of Westminster.
- Три района — Кенсингтон и Челси, Кингстон-апон-Темс и с 2012 года Гринвич — имеют статус королевских боро (англ. Royal Borough)[2].
- Все остальные районы имеют статус «боро».

Боро управляются районными советами (англ. Borough Council). Вестминстер, как имеющий статус сити, управляется городским советом (англ. City Council).

## Боро Лондона
В списке в скобках указаны данные о населении согласно переписи 2011 года.
| 1. Лондонский Сити (7375; не является боро) 2. Вестминстер (219 600) 3. Кенсингтон и Челси (158 300) 4. Хаммерсмит и Фулем (182 400) 5. Уондсуэрт (307 700) 6. Ламбет (304 500) 7. Саутуарк (288 700) 8. Тауэр-Хамлетс (256 000) 9. Хакни (247 200) 10. Ислингтон (206 300) 11. Камден (220 100) 12. Брент (312 200) 13. Илинг (339 300) 14. Хаунслоу (254 900) 15. Ричмонд-апон-Темс (187 500) 16. Кингстон-апон-Темс (160 400) | 1. Мертон (200 500) 2. Саттон (191 100) 3. Кройдон (364 800) 4. Бромли (310 600) 5. Луишем (276 900) 6. Гринвич (255 500) 7. Бексли (232 800) 8. Хаверинг (237 900) 9. Баркинг и Дагенем (187 000) 10. Редбридж (281 400) 11. Ньюэм (310 500) 12. Уолтем-Форест (259 700) 13. Харринги (255 500) 14. Энфилд (313 900) 15. Барнет (357 500) 16. Харроу (240 500) 17. Хиллингдон (275 500) | Районы Лондона |

## История

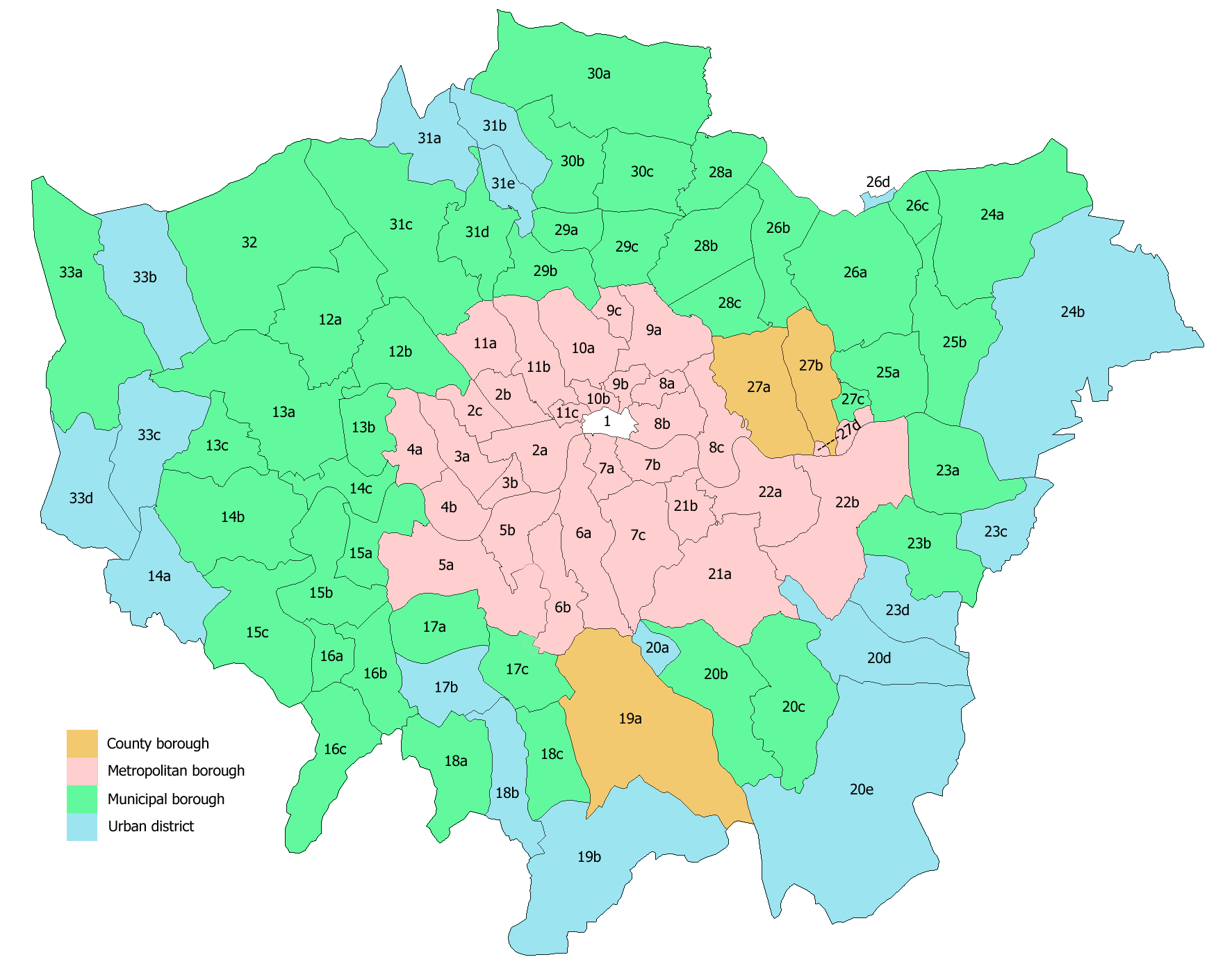
Административные единицы Лондона до 1965 года.

Современные районы Лондона были образованы по Закону об управлении Лондоном от 1963 года (англ. London Government Act 1963). Они начали функционировать 1 апреля 1965 года с образованием Большого Лондона (англ. Greater London). Первые выборы в районные советы были проведены в 1964 году, однако до следующего года эти советы были фактически «теневыми» органами власти.
До образования Большого Лондона и разделения его на районы на их месте существовали образования четырёх разных типов:
- метропольные боро графства Лондон (англ. Metropolitan boroughs of the County of London) — во Внутреннем Лондоне;
- 17 городских районов (англ. urban districts) — по периферии;
- муниципальные боро (англ. municipal borough);
- 3 графских боро (англ. county borough) — Кройдон (англ. County Borough of Croydon), Уэст-Хэм (англ. County Borough of West Ham) и Ист-Хэм (англ. County Borough of East Ham).

Вновь образованные районы имеют больше полномочий, чем упразднённые метропольные боро, городские районы и муниципальные боро, но меньше, чем графские боро.
Между 1965 и 1986 годами лондонские районы были частью двухуровневой системы управления, на первом уровне которой находился Совет Большого Лондона (англ. Greater London Council, GLC). Однако 1 апреля 1986 года СБЛ был упразднён и вся полнота власти перешла к районам, которые фактически стали унитарными образованиями (англ. unitary authorities). После образования в 2000 году Администрации Большого Лондона, имеющей более ограниченные полномочия, чем СБЛ, сфера власти районных советов стала аналогична советам унитарных образований в других частях Англии.
Лондонский Сити управляется своим собственным органом власти — Лондонской городской корпорацией, которая существовала задолго до образования районов.